# Lusail
Lusail (àrab: لوسيل, Lūsayl) és una ciutat planificada, la segona ciutat més gran de Qatar, situada a la costa, a la part sud del municipi d'Al Daayen. Lusail es troba a uns 23 km al nord del centre de la ciutat de Doha, just al nord de la llacuna de West Bay, en més de 38 km² i finalment disposarà de la infraestructura per acollir 450.000 persones. D'aquestes 450.000 persones, es calcula que 250.000 o menys seran residents, 190.000 seran treballadors d'oficina i 60.000 seran minoristes.
Es preveu que hi hagi ports esportius, zones residencials, complexos insulars, districtes comercials, instal·lacions comercials i d'oci de luxe, i una comunitat de camps de golf, illes artificials i diversos districtes d'oci. La construcció encara està en curs. El desenvolupament està realitzat pel desenvolupador controlat per l'estat Qatari Diar juntament amb Parsons Corporation i Dorsch-Gruppe.
Una de les seus de la Copa del Món de Qatar 2022 és el Lusail Iconic Stadium. També és la seu del circuit de Fórmula 1 i el primer Gran Premi de Qatar es va celebrar aquí el 2021.

## Etimologia
El nom de Lusail deriva de "al wassail", el terme local per a una planta que creix abundantment a la zona.